# Calvisia biguttata
Calvisia biguttata är en insektsart som först beskrevs av Hermann Burmeister 1838.  Calvisia biguttata ingår i släktet Calvisia och familjen Diapheromeridae. Inga underarter finns listade.